# Průvodci čekají
Průvodci čekají (v originále Les convoyeurs attendent) je francouzsko-belgicko-švýcarský hraný film z roku 1999, který režíroval Benoît Mariage podle vlastního scénáře. Snímek měl světovou premiéru na filmovém festivalu v Cannes dne 14. května 1999.

## Děj
Roger je fotografem venkovských novin. Touží po lepší budoucnosti a chce, aby jeho syn dokázal čin, kterým by se mohl zapsat do Knihy rekordů a vyhrát auto. Stačí jen otevřít a zavřít dveře více než 40 000x za 24 hodin. Ale ne všechno jde podle plánu.

## Obsazení
| Benoît Poelvoorde     | Roger Closset, otec       |
| Morgane Simon         | Louise Closset, dcera     |
| Bouli Lanners         | trenér                    |
| Dominique Baeyens     | Madeleine Closset, matka  |
| Philippe Grand'Henry  | Félix                     |
| Jean-François Devigne | Michel Closset, syn       |
| Lisa Lacroix          | Jocelyne                  |
| Philippe Nahon        | vedoucí                   |
| Edith Le Merdy        | Edith                     |
| Patrick Audin         | Patrick                   |
| Philippe Résimont     | hlasatel                  |
| Renaud Rutten         | agresivní pěstitel holubů |

## Ocenění
- César: nominace v kategorii nejlepší filmový debut (Benoît Mariage)